# Fontechiari
Fontechiari és un comune (municipi) de la província de Frosinone, a la regió italiana del Laci.
Fontechiari limita amb els municipis de Arpino, Broccostella, Casalvieri, Posta Fibreno i Vicalvi.
A 1 de gener de 2019 tenia 1.295 habitants.